# 関パニ
『関パニ』（かんパニ）は、テレビ朝日系列で2009年10月8日（7日深夜）から2010年4月1日（3月31日深夜）まで放送されていたバラエティ番組。関ジャニ∞の冠番組である。

## 概要
2008年10月から2009年9月まで、各地へのロケを主体に毎週土曜日に放送されていた『Can!ジャニ』に続くテレビ朝日における関ジャニ∞の冠番組として、番組内容や放映時間、放映される時間帯や曜日を大幅に変更して2009年10月7日にスタートした。
関ジャニ∞のメンバーが番組制作会社の貧乏なADに扮するという設定で、毎回、様々なテーマに沿ったクイズやゲームに挑戦し、その回で最も成績が悪かったり、足を引っ張ったメンバーが罰ゲームを受けるという番組構成となっている。
企画のタイトルの最後には必ず「〜SHOW」が付いていた。
番組内では、関ジャニ∞のメンバー全員がジャージを着用（色は赤、緑、青の3色。放送毎に着用するジャージの色が変わる）。セットは貧乏なため白。また、オープニング、CMの前後、エンディングに使用されるジングルの演奏は関ジャニ∞が担当している。
番組内の効果音•BGMに関ジャニ∞の曲の一部が使用されている。
紹介される店は高級料理店や老舗おでん屋、31アイスクリームなどがあったが、「世界の激辛料理食べ尽くしまSHOW」で紹介された店のほとんどは成人していてもとても入りにくい内装かつゲテモノ料理がメインのマニアックな店であった。
15分番組だが、CMを除くと13分程度の番組。しかし、収録時間が2時間越えなど長尺だった。
最終回では「今日で終わりです」などの紹介はなく、あっさり終了した。

## 出演者
- 関ジャニ∞（横山裕・渋谷すばる・村上信五・丸山隆平・安田章大・錦戸亮・大倉忠義）

## 放送内容

### 2009年
| 放送回 | 放送日   | テーマ(企画)                                     | ジャージの色                  | ジングルの後の一言 | 罰ゲームの内容    | 備考 |
| ------ | -------- | ------------------------------------------------ | ----------------------------- | ------------------ | ----------------- | --- |
| 第1回  | 10月7日  | 知ってどうなる?! 街録クイズSHOW                  | 赤                            | 錦戸・横山         | 粉をかぶる (横山) | 最上さん初登場 |
| 第2回  | 10月14日 | 未確認商品解明しまSHOW                           | 緑                            | 村上・丸山         | ハリセン (錦戸)   | |
| 第3回  | 10月21日 | 10分頑張りまSHOW                                 | 青                            | 大倉・安田         | 粉をかぶる (錦戸) | 渋谷の茸苦手発覚。 大倉がインフルエンザのため不在と思われる。                                                                                       |
| 第4回  | 10月28日 | 知ってどうなる?! 街録クイズSHOW                  | 赤                            | 全員               | 粉をかぶる (横山) | 大倉がインフルエンザのため不在と思われる。 |
| 第5回  | 11月4日  | 鏡文字で答えまSHOW                               | 青                            | 全員               | 粉をかぶる (色々) | 渋谷が横文字が苦手と判明。マイケルジャクソン降臨。                                                                                                  |
| 第6回  | 11月11日 | 10分頑張りまSHOW                                 | 青                            | 丸山・渋谷         | なし              | 村上・横山が知覚過敏と判明。村上の口内事情がむちゃくちゃとも判明。                                                                                  |
| 第7回  | 11月18日 | 顔面ディナーSHOW                                 | 赤                            | 全員               | 粉をかぶる (丸山) | 決まらなかったため、4回戦はMC渋谷が何を食べているか当てる事になる。                                                                                 |
| 第8回  | 11月25日 | 身の程を知りまSHOW                               | 緑                            | 丸山               | ハリセン (渋谷)   | |
| 第9回  | 12月2日  | 噛まずに言い切りまSHOW                           | 青                            | 丸山               | ハリセン (色々)   | ハリセンの叩く人が変わった(メンバー談) 一時間以上収録をした。一度も間違えていない渋谷がメンバーに台詞が飛ばない画期的なアドバイスをした結果、成功。 |
| 第10回 | 12月9日  | 知ってどうなる?! 街録クイズSHOW                  | 緑                            | 錦戸               | 粉をかぶる (丸山) | 最上さん再び。 |
| 第11回 | 12月16日 | 世界の激辛料理食べつくしまSHOW                   | 青                            | 大倉               | なし              | 関ジャニ∞のなかで辛さに強いのは安田弱いのは渋谷。まさかの大倉だけダメージ無し。                                                                     |
| 第12回 | 12月23日 | 今夜はクリスマススペシャル! はずれくじ避けまSHOW | ジャージではなく GIFTの白衣装 | 最初のみ全員       | なし              | この番組初の歌収録で、「冬恋」「雪をください」「マイナス100度の恋」を披露。                                                                         |

### 2010年
| 放送回 | 放送日  | テーマ(企画)                 | ジャージの色 | ジングルの後の一言     | 罰ゲームの内容           | 備考 |
| ------ | ------- | ---------------------------- | ------------ | ---------------------- | ------------------------ | --- |
| 第13回 | 1月6日  | ランキング避けまSHOW         | 緑           | 全員・丸山             | 水 (横山)                | 横山が罰ゲーム後に水で滑り転倒。                                                                             |
| 第14回 | 1月13日 | かぶったら負けでSHOW         | 赤           | 全員                   | 粉をかぶる (全員)        | 当初は3問クリアでゲーム終了の予定だったが、 あまりに出来が悪いため2問でゲーム終了にルール変更された。        |
| 第15回 | 1月20日 | 噛まずに言い切りまSHOW       | 青           | 全員・大倉             | ハリセン (色々)          | |
| 第16回 | 1月27日 | プレッシャーに打ち勝ちまSHOW | 青           | 全員                   | ハリセン・水 (色々･横山) | |
| 第17回 | 2月3日  | 腹八分目食べまSHOW           | 赤           | 錦戸                   | 水 (大倉)                | 大倉、不正疑惑(覗き及び聞き耳、横山チームを惑わす発言)によりMC渋谷にこっ酷く怒られる。                       |
| 第18回 | 2月10日 | 一筆で伝えまSHOW             | 青           | 全員                   | 粉をかぶる (色々)        | 絵が下手な横山と渋谷により難航。渋谷に至っては本人すら何を描いているか謎                                     |
| 第19回 | 2月17日 | 3対3狙いまSHOW               | 緑           | 全員                   | ハリセン (色々)          | 2時間越えの収録                                                                                              |
| 第20回 | 2月24日 | 身の程を知りまSHOW           | 赤           | 錦戸                   | 水 (錦戸)                | |
| 第21回 | 3月3日  | 意外な物の値段当てまSHOW     | 緑           | 安田                   | Wハリセン (安田)         | 何故か丸山が床屋のポールの値段を知っていた。安田が負け確定(どちらに転んでも負け)にもかかわらず大勝負に出る。 |
| 第22回 | 3月10日 | ありそうな言葉検索しまSHOW   | 青           | 安田・横山・丸山・大倉 | ハリセン (大倉)          | 渋谷により錦戸が「ネットオタク」と判明。村上による「シャンプー事件」という凶悪犯罪が発覚。                   |
| 第23回 | 3月17日 | 影絵で表現しまSHOW           | 緑           | 横山                   | 水(横山)                 | 横山が影絵の表現力が高い事が判明。村上が影絵ながら放送禁止の行動を一瞬行う。                                 |
| 第24回 | 3月24日 | センスくらべまSHOW           | 青           | 渋谷・村上・大倉       | ハリセン (大倉)          | マスクマンが初めてメンバーにハリセンを渡す。大倉が村上を殴ったものの、三回戦で大倉が負けて返り討ちに遭う。   |
| 第25回 | 3月31日 | 絵描き歌伝えまSHOW           | 青           | 安田・丸山             | 水 (安田･丸山)           | |

## コーナー

### 知ってどうなる?!街録クイズSHOW
様々な状況の町の方々にアンケート そのランキング1位を当てるクイズ
| 放送回 | 放送日   | 内容                                                                                   |
| ------ | -------- | -------------------------------------------------------------------------------------- |
| 第1回  | 10月7日  | あなたが思うごちそうは?                                                                |
| 第4回  | 10月28日 | 小さい頃なりたかった職業は何ですか? 関ジャニ∞の中で一番抱かれたい人は?                 |
| 第10回 | 12月9日  | “最上さん”の本当の名前は? 最上画伯が描いたこのキャラは何? 最上さんが好きな芸人第1位は? |

### 未確認商品解明しまSHOW
画期的な発想で大人気のアイディア商品を見て、その使い方を当てるクイズ
| 放送回 | 放送日   |
| ------ | -------- |
| 第2回  | 10月14日 |

### 10分頑張りまSHOW
指令を10分でこなせるかというコーナー
今のところ食べ物系が多い
ボタンを押すとカウントダウン開始し、全て飲み込んだらボタンを押し停止
| 放送回 | 放送日   | 内容                                                     | ルール                                              |
| ------ | -------- | -------------------------------------------------------- | --------------------------------------------------- |
| 第3回  | 10月21日 | 大多福のおでん人気ベスト30を10分で完食できるか?!         | 水は全員で500mlのみでボタンを押してる間しか飲めない |
| 第6回  | 11月11日 | サーティワンアイスクリームベスト31を10分で完食できるか?! | お湯は全員で1リットルのみ                           |

### 鏡文字で答えまSHOW
出されたお題に対して鏡文字で書いて答え、リレー方式で回答
間違えた場合や時間切れの場合すぐに罰ゲーム!
| 放送回 | 放送日  | 内容                                                                                                |
| ------ | ------- | --------------------------------------------------------------------------------------------------- |
| 第5回  | 11月4日 | 動物の名前でしりとり・スポーツの種類・映画のタイトル 好きな俳優・歌手の名前・魚の名前・日本人の名字 |

### 顔面ディナーSHOW
エア生食事をして表情だけで何の料理かを伝えるコーナー
| 放送回 | 放送日   |
| ------ | -------- |
| 第7回  | 11月18日 |

### 身の程を知りまSHOW
クジで決まった順位通りの記録を目指すコーナー
| 放送回 | 放送日   | 内容                  | ルール |
| ------ | -------- | --------------------- | --- |
| 第8回  | 11月25日 | 順位通りの記録を走れ! | 100m走を5m走見立て走る。 ボルト選手の100m走の世界記録9秒58(放送当時)を抜いてはダメ! 30秒以内に走ること、チャンスは3回まで |
| 第20回 | 2月24日  | 順位通りの記録を狙え! | 30秒以上を顔を水に付ける                                                                                                  |

### 噛まずに言い切りまSHOW
台本通りに暗記し、最後まで言えればクリア
くじで配役を決める
それぞれに同様の早口言葉が入っている
| 放送回 | 放送日  | 内容                                            | 備考                             |
| ------ | ------- | ----------------------------------------------- | -------------------------------- |
| 第9回  | 12月2日 | 関パニ劇場 「連続噛みつき事件」                 |                                  |
| 第15回 | 1月20日 | 関パニ劇場 「連続噛みつき事件」東京特許許可局編 | 動きの演出「ト書き」が追加された |

### 世界の激辛料理食べつくしまSHOW
メンバーはチャレンジごとに交代
制限時間は1人1分間
ボタンを押すとカウントダウン開始
| 放送回 | 放送日   | ルール                                                |
| ------ | -------- | ----------------------------------------------------- |
| 第11回 | 12月16日 | 水は全員で500mlのみでボタンを押している間しか飲めない |

### はずれくじ避けまSHOW
8分の1のはずれを避ける運だめしのゲーム
| 放送回 | 放送日   |
| ------ | -------- |
| 第12回 | 12月23日 |

### ランキング避けまSHOW
正解したチームは試食でき、間違うと試食なしで回答権移動
| 放送回 | 放送日 | お題     | ルール                                                                                              |
| ------ | ------ | -------- | --------------------------------------------------------------------------------------------------- |
| 第13回 | 1月6日 | ホルモン | 人気ベスト20を当て、1品ずつ出てくるホルモンが順位ごとに区分けされたA・B・C・Dのどのランクに入るか?! |

### かぶったら負けでSHOW
お題に対して7人がばらばらの答えを回答
初級（選択肢多い）、中級（選択肢約10個）、上級（選択肢7個）それぞれクリアでチャレンジ成功
| 放送回 | 放送日  | ルール                                 |
| ------ | ------- | -------------------------------------- |
| 第14回 | 1月13日 | 答えがかぶったら連帯責任で全員罰ゲーム |

### プレッシャーに打ち勝ちまSHOW
簡単なゲームに挑戦し、クリアする個人戦
| 放送回 | 放送日  | ルール                  |
| ------ | ------- | ----------------------- |
| 第16回 | 1月27日 | 3回ミスしたら大罰ゲーム |

### 腹八分目食べまSHOW
お題の料理の80%目指して食べる
| 放送回 | 放送日 | ルール                       |
| ------ | ------ | ---------------------------- |
| 第17回 | 2月3日 | 制限時間５分 80%超えると失敗 |

### 一筆で伝えまSHOW
7人でリレー方式でやる、絵の伝達ゲーム
初級→中級→上級の3問クリアでチャレンジ成功
| 放送回 | 放送日  | ルール                                                                        |
| ------ | ------- | ----------------------------------------------------------------------------- |
| 第18回 | 2月10日 | ボードから一度もペンを離さずに絵を描かなければならない 間違えたら全員罰ゲーム |

### 3対3を狙いまSHOW
二択出題の選択肢のうちBを出題者が考案し、他の6人の答えが3対3に分かれればクリア
| 放送回 | 放送日  |
| ------ | ------- |
| 第19回 | 2月17日 |

### 意外な物の値段当てまSHOW
意外な物の値段がある値段より高いか安いか当てる
| 放送回 | 放送日 | その他ルール                       |
| ------ | ------ | ---------------------------------- |
| 第21回 | 3月3日 | 全10問中正解数が少ない人が罰ゲーム |

### ありそうな言葉検索しまSHOW
お題を7人で出し、目標件数より一番離れていた人が罰ゲーム
0件の場合即罰ゲーム
| 放送回 | 放送日  |
| ------ | ------- |
| 第23回 | 3月17日 |

### 影絵で表現しまSHOW
3人のうち2人が表現者で1人が回答者
2分間ずつ3回戦での正解数を競う
| 放送回 | 放送日  |
| ------ | ------- |
| 第21回 | 3月17日 |

### センスくらべまSHOW
3つの種目で対決する個人戦!完成品のセンスで勝負!
最もセンスが悪い人が罰ゲーム!
| 放送回 | 放送日  |
| ------ | ------- |
| 第24回 | 3月24日 |

### 絵描き歌伝えまSHOW
出題者がお題に即した絵描き歌を自作し熱唱
同時に回答者はその歌にあわせて描きながらお題を予想回答数の少ない人が罰ゲーム
| 放送回 | 放送日  |
| ------ | ------- |
| 第25回 | 3月31日 |

## DVD
各DVDには、オンエアされなかった未公開映像が収録される。2010年7月28日DVD発売。

### vol.1
- 知ってどうなる?! 街録クイズSHOW
- 未確認商品 解明しまSHOW
- 10分がんばりまSHOWおでん編
- 知ってどうなる?!街録クイズSHOW 新宿編
- 鏡文字で答えまSHOW
- 顔面ディナーSHOW
- 身の程知りまSHOW
- 噛まずに言い切りまSHOW

### vol.2
- 知ってどうなる?!街録クイズSHOW 第3弾
- 世界の激辛料理 食べ尽くしまSHOW
- XmasSP! はずれくじ避けまSHOW
- ランキング当てまSHOW
- かぶったら負けでSHOW
- 噛まずに言い切りまSHOW第2弾
- プレッシャーに打ち勝ちまSHOW
- 腹八分目食べまSHOW

### vol.3
- 一筆で伝えまSHOW
- 3対3を狙いまSHOW
- 身の程知りまSHOW 第2弾
- 意外な物の値段 当てまSHOW
- ありそうな言葉 検索しまSHOW
- 影絵で表現しまSHOW
- センスくらべまSHOW
- 絵描き歌伝えまSHOW

## スタッフ
- ナレーション：中道美穂子
- 構成：高須光聖、堀江利幸、大井洋一、ピエール杉浦、福岡孝哲
- TD（テクニカルディレクター）・SW（スイッチャー）：外川真一
- カメラ：枡田茂雄、平間隆啓
- VE（ビデオエンジニア）：山田由香、駒井穣
- 音声：猪俣晃
- 照明：三澤孝至
- TK（タイムキーパー）：藤井佑季
- 編集：森川隆孝
- MA：阿部哲也
- 音効：波多野精二
- 美術：遠藤ゆか
- 美術デザイン：小川由紀夫
- 美術進行：野口香織
- 大道具：小野祐樹
- ヘアメイク：段久美子、甲斐女衣花
- CG：Y&M（CGD）
- 広報：加藤直美（テレビ朝日）
- ブレーン：桑原淳一、鶴井洋介（テイチクエンタテインメント）
- 制作：勝田久美子、白石宗広、今野実佳
- ディレクター：尾崎敦朗、鈴木優、伊東寛晃
- プロデューサー：奥村彰浩（テレビ朝日）、石田優子、今野貴之（共同テレビジョン）、村上出（テイチクエンタテインメント）
- 制作協力：ジャニーズ事務所・テイチクエンタテインメント
- 制作著作：テレビ朝日、共同テレビジョン

## エンディングテーマ
- ゴリゴリ（#1, 2）
- 急☆上☆Show!!（#3〜10, 25）
- 冬恋（#11〜24）

## ネット局
| 放送対象地域   | 放送局                 | 系列           | 放送日時                     | ネット状況 | 備考   |
| -------------- | ---------------------- | -------------- | ---------------------------- | ---------- | ------ |
| 関東広域圏     | テレビ朝日（EX）       | テレビ朝日系列 | 木曜 1:36 - 1:51（水曜深夜） | 制作局     | 制作局 |
| 長野県         | 長野朝日放送（abn）    | テレビ朝日系列 | 土曜 1:25 - 1:40（金曜深夜） | 遅れネット |        |
| 静岡県         | 静岡朝日テレビ（SATV） | テレビ朝日系列 | 日曜 1:40 - 1:55（土曜深夜） | 遅れネット |        |
| 香川県・岡山県 | 瀬戸内海放送（KSB）    | テレビ朝日系列 | 日曜 0:45 - 1:00（土曜深夜） | 遅れネット |        |
| 大分県         | 大分朝日放送（OAB）    | テレビ朝日系列 | 火曜 1:35 - 1:50（月曜深夜） | 遅れネット |        |